# Sindi Motsa
Sindi Motsa, anche nota come Inkhosikati LaMotsa (22 aprile 1969), è la seconda Inkhosikati (regina consorte) di eSwatini dal 1986, come moglie di Mswati III.

## Biografia
Nata nel clan Motsa, venne scelta dal consiglio reale come seconda moglie rituale del futuro re Mswati III. Nel 1996 venne nominata Ambasciatrice di Buona Volontà del Programma delle Nazioni Unite per lo sviluppo.
Tra i suoi impegni ufficiali accompagnò il re in viaggio a Taiwan, nel 2015, e in Messico. Risiede nel palazzo reale di Ludzidzini.

## Patrocini
- St Annes Girls High School, Malkerns, eSwatini.[1]

## Discendenza
Sindi Motsa e Mswati III di eSwatini hanno quattro figli:
- Majahonkhe (1991), ha sposato l'artista gospel Hlophe Nothando, anche nota con il titolo di Inkhosikati LaHlophe, e ha una figlia.[4][5] In seconde nozze ha sposato l'Inkhosikati LaKhumalo;[4]
- Buhlebenkhosi;
- Lusuku;
- Sinawonkhe.

## Titoli e trattamento
- 25 aprile 1986 - attuale: Sua Altezza Reale, l'inkhosikati LaMotsa